# His Majesty's Theatre
His Majesty's Theatre es un teatro del West End, en Haymarket, Ciudad de Westminster, Londres. El actual edificio es un diseño de Charles J. Phipps y se construyó en 1897 para el actor y mánager Herbert Beerbohm Tree, quien estableció la Real Academia de Arte Dramático en el teatro. En las primeras décadas del siglo XX, Tree produjo espectaculares producciones de Shakespeare y otras obras clásicas, y el teatro albergó estrenos de grandes dramaturgos como George Bernard Shaw, J. M. Synge, Noël Coward y J. B. Priestley.

## Historia
El teatro fue inaugurado por el arquitecto y dramaturgo John Vanbrugh, en 1705, como el Queen's Theatre. Drama auténtico, no acompañado por música, se prohibió por ley en todos salvo dos teatros autorizados de Londres, de manera que este teatro rápidamente se convirtió en teatro de ópera. Entre 1711 y 1739, más de 25 óperas de Georg Friedrich Händel se estrenaron aquí. A principios del siglo XIX, el teatro albergó la compañía de ópera que se trasladaría a Theatre Royal, Covent Garden, en 1847, y presentó las primeras representaciones londinenses de La clemenza di Tito, Così fan tutte y Don Giovanni de Mozart. También albergó al Ballet de her Majesty's Theatre a mediados del siglo XIX, antes de volver a albergar los estrenos londinenses de óperas famosas como Carmen de Bizet y El anillo del nibelungo de Wagner.
Desde la Primera Guerra Mundial, el amplio escenario ha hecho de él un teatro adecuado para producciones musicales a gran escala, y el teatro se ha especializado en musicales. En el teatro se han hecho grabaciones musicales, especialmente la sensación de la Primera Guerra Mundial Chu Chin Chow y la actual producción, El fantasma de la ópera de Andrew Lloyd Webber, desde la reapertura del teatro en julio de 2021 mostrando ligeros cambios con respecto a la original que estuvo en cartel desde 1986 hasta 2020.
El nombre del teatro cambia según el sexo del monarca. Primero fue el King's Theatre ("Teatro del Rey") en 1714 con el ascenso al trono de Jorge I. Fue rebautizado Her Majesty's Theatre ("Teatro de Su Majestad") en 1837. Más recientemente, el teatro fue conocido como His Majesty's Theatre desde 1901 hasta 1952, y se convirtió en Her Majesty's con el ascenso al trono de Isabel II. El teatro fue renombrado nuevamente His Majesty's Theatre con motivo de la coronación de Carlos III en 2023. La capacidad del teatro es de 1.216 asientos, y el edificio fue protegido en Grado II por la entidad English Heritage en enero de 1970. Really Useful Group Theatres ha sido el propietario del teatro desde el año 2000. La tierra por debajo de él tiene un arriendo a largo plazo del Patrimonio de la Corona.